# V Dubech
Přírodní památka V Dubech je mokřadní slatinná louka a svahové prameniště s olšinou ležící na severním úpatí masivů Příhrazských skal v Žehrovské oboře. Celé území se nachází v katastrálním území Žehrov v okrese Mladá Boleslav, v geomorfologické jednotce VIA2 (Jičínská pahorkatina), v mírně teplé klimatické oblasti MT10. Její rozloha je vyměřena na 4,74 ha. Dne 1. ledna 1998 bylo toto místo vyhlášeno k ochraně, již zmiňované, mokřadní slatinné louky a rybníčku, svahového prameniště a bažinné olšiny.
Na území se vyskytují chráněné druhy rostlin, například je zde jediná lokalita výskytu kosatce sibiřského v Českém ráji. Pozoruhodný je solitérní dub letní (Quercus robur) s obvodem kmene ve výšce 1,3 metru 532 centimetrů a výškou 28–30 metrů. Jeho stáří je odhadováno na 200 let. Zdravotní stav dubu je dobrý, suché větve nepřekračují 10 % objemu koruny. Tento dub byl 10. října 2000 vyhlášen rozhodnutím CHKO Český ráj za památný strom. Přírodní památka V Dubech je také chráněna kvůli výskytu žebratky bahenní (Hottonia palustris), zároveň je to jediná lokalita vrkoče Geyerova (Vertigo geyeri) v České republice.